# 리정식
리정식(2000년 2월 14일~)은 조선민주주의인민공화국의 탁구 선수이다. 2024년 하계 올림픽에 조선민주주의인민공화국 대표 선수로 참가해 김금영과 함께 혼합 복식에서 은메달을 획득했다.